# Giacomo Puccini
Giacomo Antonio Domenico Michele Secondo Maria Puccini, född 22 december 1858 i Lucca i Toscana, död 29 november 1924 i Bryssel i Belgien, var en italiensk kompositör, som främst blivit berömd för sina operor. Flera av Puccinis operor tillhör de mest spelade över hela världen, däribland La Bohème och Tosca, och den krävande Nessun dorma från operan Turandot är en av de oftast framförda ariorna för tenor.

## Biografi

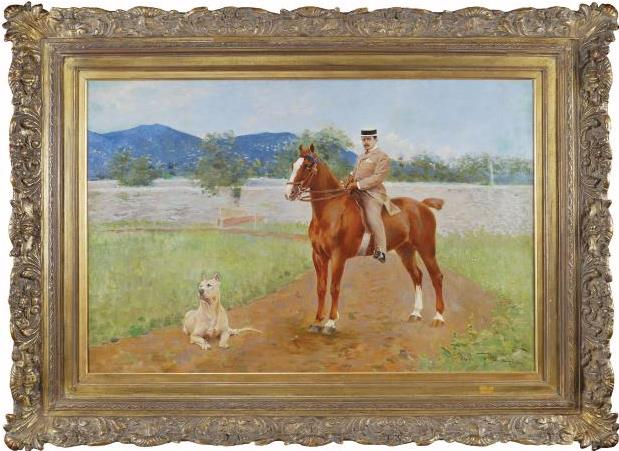
Aleardo Villa (1865–1906), porträtt av Giacomo Puccini, olja på duk, privat samling.

Puccinis far var direktör och lärare vid Luccas musikskola, och var den fjärde generationen musiker i släkten; sonen Giacomo skulle bli den femte, men fadern avled redan när han var barn och fick inte leva tillräckligt länge för att ana sonens framgångar. När fadern avled förlorade familjen sina inkomster och barnaskaran var stor. Icke desto mindre gavs Giacomo möjlighet att studera musik för Carlo Angeloni, en berömd musikpedagog, från fem års ålder. Vid tio års ålder anställdes han som organist hos benediktinordens nunnekloster i staden, blev där uppmärksammad för sin skicklighet, varför han därefter inte saknade erbjudanden att uppträda, i kyrkor och på nöjesställen.
En avgörande händelse i Puccinis liv var när han i Pisa såg en föreställning av Aida; legenden berättar att han gick till Pisa från Lucca till fots för att se den, och när den var över hade han beslutat sig för att ägna sig åt opera. För att kunna besanna sin dröm var han tvungen att studera musikteori, men han saknade medel att betala avgiften till musikkonservatoriet i Milano. Hans mor skrev om saken till drottningen, som beviljade honom ett stipendium, och han inskrevs där efter avklarade inträdesprov 1880. Bazzini och Ponchielli var hans lärare. Stipendiet räckte inte långt att leva på, och tiden i Milano var den personliga erfarenhet av bohemliv och misär som var underlaget till La Bohème.
Vid konservatoriet skrev han Capriccio sinfonico, ett av de första av hans verk som framfördes inför publik, samt enaktaren Le Villi. Le Villi komponerades som bidrag till en tävling om en enaktsopera som utlysts av förläggaren Sonzogno, samma tävling som några år senare vanns av Mascagni med operan Cavalleria Rusticana. Puccini fick inte Sonzognos pris men operan Le Villi sattes upp vid Teatro del Verme i maj 1884 med stor framgång och med arton inropningar. Förläggaren Giulio Ricordi var inte sen att uppmärksamma den unge Puccini. Han köpte upp rättigheterna till Le Villi, beställde en längre version av operan och på ett undantag när kom huset Ricordi, att äga rättigheterna till alla Puccinis operor.
Under åren som student lärde Puccini känna sitt livs kärlek, Elvira Gemignani. Hon var redan hustru till en annan man när de möttes, men när hon 1904 blev änka kunde de gifta sig.
Puccinis andra opera Edgar fick ett mera reserverat mottagande men fyraktaren Manon Lescaut som uruppfördes i Turin blev Puccinis internationella genombott med uppsättningar i femton länder inom tre år, och fyraktaren La Bohème var en sådan publikframgång att han aldrig mer skulle behöva oroa sig för pengar. Tosca, i tre akter, tillkom i hans villa i Torre del Lago som han låtit bygga, och dess handling var liksom Madama Butterfly senare alltför nydanande för att publiken skulle ge honom ännu en framgång. Inte heller kritikerna var nådiga; efter premiären av Madama Butterfly på La Scala var omdömena så hårda att Puccini skrev om delar av den. Efter en resa till USA skrev han operan Flickan från Västern, vilken följdes av Svalan, och en operatriptyk, Il Trittico, som består av Suor Angelica, Il Tabarro och komedin Gianni Schicchi.
Puccinis sista stora verk var den av honom ofullbordade Turandot. En personlig bakgrund till detta musikdrama var att Elvira misstänkte honom för otrohet med deras tjänstekvinna Doria Manfredi. Elvira kastade ut Doria, som slutligen, fattig och utskämd, begick självmord. Vid obduktionen visade det sig att Doria var jungfru. Puccini led av depression under tiden han komponerade Turandot, insjuknade i cancer, ådrog sig hjärtproblem under en operation, och avled innan operan var färdig, den 29 november 1924.
Vid sitt frånfälle hade Puccini hunnit till den scen i Turandot där Liù dör, och hans verk fullbordades av Franco Alfano. Vid urpremiären av operan, 1926, framfördes den ofullbordad. Föreställningen avslutades med att dirigenten Toscanini steg upp på scenen och sade: ”Operan slutar här; vid denna punkt slutade Giacomo sitt värv. Döden i detta sammanhang är starkare än konsten.”
Puccini är begravd i Torre del Lago, bredvid sin hustru Elvira, som överlevde honom med sex år.

## Utmärkelser
Nedslagskratern Puccini på planeten Merkurius och asteroiden 4579 Puccini är uppkallade efter honom.

## Musikalisk gärning

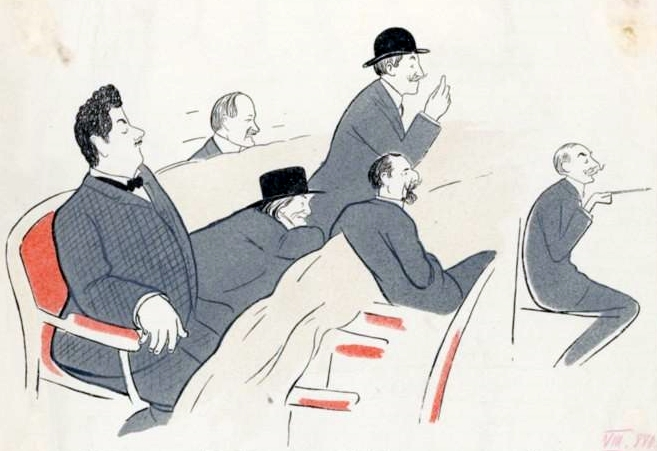
En repetition på l'Opéra-Comique 1880. I bakgrunden: Paul Ferrier (1843–1920). I förgrunden från vänster: Giacomo Puccini (1858–1924), Victorien Sardou (1831–1908), Albert Carré (1852–1938), Tito Ricordi (1811–1888) och André Messager (1853–1929).

Framgången Puccini har haft med sina operor överskuggas i historien möjligen endast av Georges Bizets Carmen. Fortfarande dominerar hans verk de stora operahusens repertoarer, och hans arior spelas in och framförs av de flesta operasångare, trots att kritiker brukar hävda att han inte är en av musikhistoriens stora kompositörer.
Puccini verkar i Giuseppe Verdis efterföljd och brukar föras till verismon; samtidigt är han en av de mest berömda företrädarna för den stora italienska operan. Arvet från Verdi kan skönjas i verkens skenbara naturalism, den utpräglade och raffinerade melodiskheten, och förkärleken för brutala libretton. Därifrån kommer också de mellan recitativ och arioso gränsöverskridande sångstämmor som Puccini använder, liksom melodiernas tonala vidd. Det är påtagligt att Puccini hämtat impulser från Georges Bizets Carmen i fråga om att använda oktavstämmor. För det japanska till Madama Butterfly svarar intryck från Pierre Lotis Madame Chrysanthême.
Le Ville är romantisk i stilen, och först med Manon Lescaut är de för Puccini utmärkande dragen utvecklade. Manon Lescaut bygger på en roman av Antoine François Prévost, och hade tidigare behandlats musikdramatiskt av Jules Massenet. La Bohème bygger på en roman av Henry Murger, och Tosca på ett drama av Victorien Sardou. Idén till Madama Butterfly fick Puccini när han såg Belascos dramatisering av berättelsen i London, vilken i sin tur hämtat stoffet från författaren John Luther Long. Luigi Illica och Giuseppe Giacosa skrev de flesta av Puccinis mest berömda libretton.
Berättelserna i dessa och de övriga operorna handlar om passionerad och olycklig kärlek, lidelse och tragedier, och grymma livsöden. Som regel har en kvinna tidstypiskt huvudrollen i hans verk, något som återkommer i samtida operor och i den förnyade Mariakulten i Romersk-katolska kyrkan. Puccinis tårögda kvinnor kom att stå modell för de tragedier som ljudfilmen senare massproducerade. Valet av handling var för Puccini en rent konstnärlig och känslomässig fråga; det var inte av moralism eller av filosofiska skäl han drevs. Av kritiker har han anklagats för att sakna djupare känsla och i stället hänge sig åt sentimentalitet, och för att vara våldsam mer än sant kraftfull.
Puccinis kompositioner utgår från handlingens och miljöns sinnesstämningar, och inte från ordens musikalitet. Han arbetade framför allt med solisternas melodier och storartade körer, vilka bygger upp operornas klimax. Dock finns förhållandevis få rena arior i hans produktion, och det har sagts att han saknar mästarnas förmåga att individualisera karaktärernas sångstämmor. Instrumentationen blir på grund av den framträdande sången underordnad; den utgörs framför allt av motiv som tvinnas samman och varieras. Till de instrumentala höjdpunkterna hör till exempel inledningen till den tredje akten av La Bohème som skildrar Parisvintern, koloraturen i Madama Butterfly och Turandot som bygger upp miljöns exotism, och brytningen i första akten i Tosca när Scarpia plötsligt infinner sig på scenen. Treklangstemat är återkommande i flera verk.

## Verkförteckning
Se även Verkförteckning för Giacomo Puccini.

### Operor
- 1883 – Le Villi
- 1889 – Edgar
- 1893 – Manon Lescaut
- 1896 – La Bohème
- 1900 – Tosca
- 1904 – Madama Butterfly
- 1910 – Flickan från Vilda Västern (La fanciulla del West)
- 1917 – Svalan (La rondine)
- 1918 – Triptyken: (Il trittico)
  - Manteln (Il tabarro)
  - Syster Angelica (Suor Angelica)
  - Gianni Schicchi

- 1926 – Turandot

## Filmer innehållande Puccini-musik (urval)
- 1973 – Serpico
- 1978 – Picassos äventyr
- 1982 – Fitzcarraldo
- 1984 – Dödens fält
- 1985 – Prizzis heder
- 1985 – Ett rum med utsikt
- 1986 – Hannah och hennes systrar
- 1987 – Farlig förbindelse
- 1987 – Mångalen
- 1990 – Cadillac Man
- 1992 – Jennifer Eight
- 1995 – Copycat
- 1996 – Jägarna
- 1997 – G.I. Jane
- 1999 – Mystery Men
- 2000 – Italienska för nybörjare
- 2001 – Kapten Corellis mandolin
- 2002 – The Kid Stays in the Picture
- 2002 – Skruva den som Beckham
- 2002 – The Sum of All Fears
- 2003 – The Life of David Gale
- 2004 – Mar Adentro (gråta med ett leende)
- 2007 – Mr Bean's holiday
- 2008 – Quantum of Solace